# Mescla
En química, una mescla o barreja és una substància formada per dos o més components de substàncies pures no combinats químicament de tal forma que no ocorre una reacció química i cadascun dels components manté la seva identitat i propietats químiques. Una barreja pot ser usualment separada en els seus components originals per mitjans físics: destil·lació, dissolució, separació magnètica, flotació, filtració, decantació o centrifugació. Si després de barrejar algunes substàncies, no es poden recuperar per mitjans físics, és perquè s'ha produït una reacció química i les substàncies han perdut la seva identitat, han format compostos nous. Un exemple de barreja és la sorra i/o amb llimadures de ferro, on a primera vista és clarament visible que la sorra i el ferro mantenen les seves propietats. El ferro pot separar-se fàcilment mitjançant un imant de la resta de la mescla. Tot i que no hi ha canvis químics, en una mescla les propietats físiques, com el punt de fusió, poden diferir respecte a la dels seus components.
Hi ha tres tipus diferents de mescles: mescles homogènies (també anomenades solucions), mescles heterogènies i dispersions col·loidals.

## Mescles homogènies

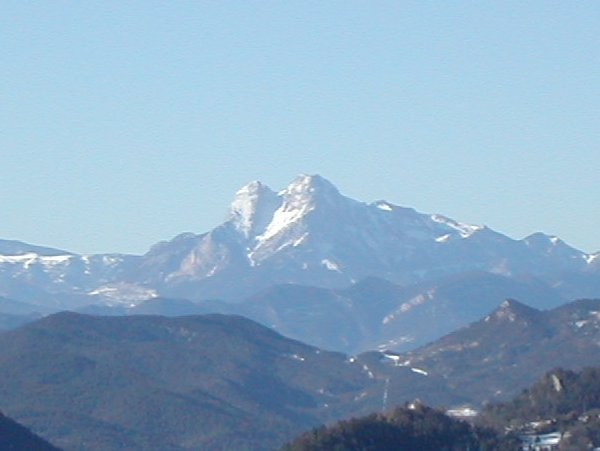
L'aire és una mescla homogènia

Una mescla homogènia, a diferència d'un sistema heterogeni és aquell, els constituents del qual, no es poden distingir ni a simple vista ni amb un microscopi òptic, ja que presenta una distribució uniforme de les diferents partícules i qualsevol dels seus punts té la mateixa composició i propietats. Tota la mescla homogènia a més, presenta el mateix estat de la matèria.
Les solucions són un tipus molt freqüent de mescles homogènies, on un component minoritari (el solut) es dissol en un de majoritari (el dissolvent). Per exemple l'aigua carbònica amb gas, és una solució de diòxid de carboni (solut) en aigua (dissolvent).
Existeixen cinc tipus de barreges homogènies que són: 
- Sòlid - sòlid (p. ex.: tots els aliatges, com ara el llautó).
- Líquid - sòlid (p. ex.: l'aigua de mar).
- Líquid - líquid (p. ex.: qualsevol beguda alcohòlica).
- Gas - líquid (p. ex: el salfumant).
- Gas - gas (p. ex.: l'aire).

## Mescles heterogènies

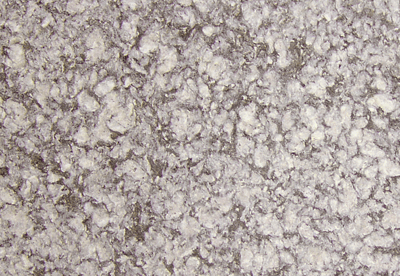
El granit és una mescla heterogènia.

Una mescla heterogènia és una mescla formada per components visiblement diferents o de fases diferents i presenten una composició no uniforme, on se n'aprecien a simple vista els seus components, per exemple el granit. Es diu que les mescles heterogènies presenten fases (no s'han de confondre amb estats de les líquides, la fase aquosa i la fase oliosa, i es poden separar per decantació).

## Dispersions col·loidals

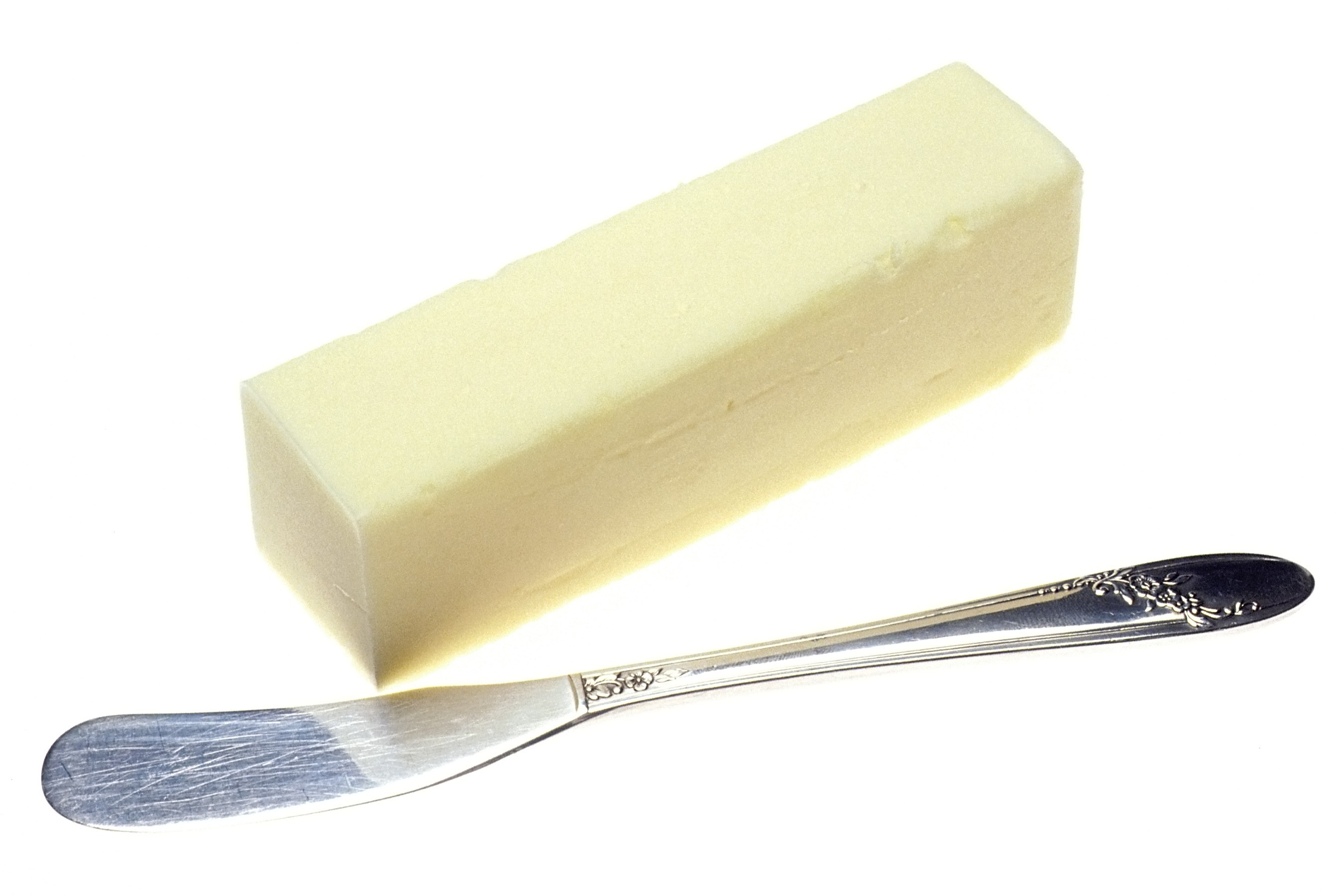
La mantega és una dispersió col·loidal

En general, una dispersió col·loidal és un tipus de mescla amb característiques d'una o dues fases, un tipus intermedi de mescla entre una l'homogènia i l'heterogènia amb propietats intermèdies entre ambdues. Un col·loide no sedimentarà si es deixa reposar. Una suspensió és un tipus de col·loide. Els col·loides mantenen partícules en suspensió en una fase dispersiva.

### Tipus de dispersions col·loidals
Segons el medi dispersor (fase majoritària) i la fase dispersora (component minoritari) els col·loides es poden classificar de la següent manera:
- sol sòlid: sòlid i sòlid (p. ex.: el vidre colorat).
- gel (col·loide). Sòlid, líquid (p. ex.: la gelatina). Estat amb major cohesió que la fase Sol, però aquesta barreja no arriba a ser un estat solgut com per exemple la gelea.
- escuma sòlida: sòlid, gas (p. ex.: les escumes plàstiques).
- sol: líquid i sòlid (p. ex. el cacau en pols en llet).
- emulsió: líquid i líquid (p. ex.: la maionesa).
- escuma: líquid i gas (p. ex.: la nata batuda).
- aerosol: gas i sòlid (p. ex. els esprais de pintura).
- aerosol líquid: gas i líquid (p. ex. la boira).